# Temefos

Estructura química del Temefo.

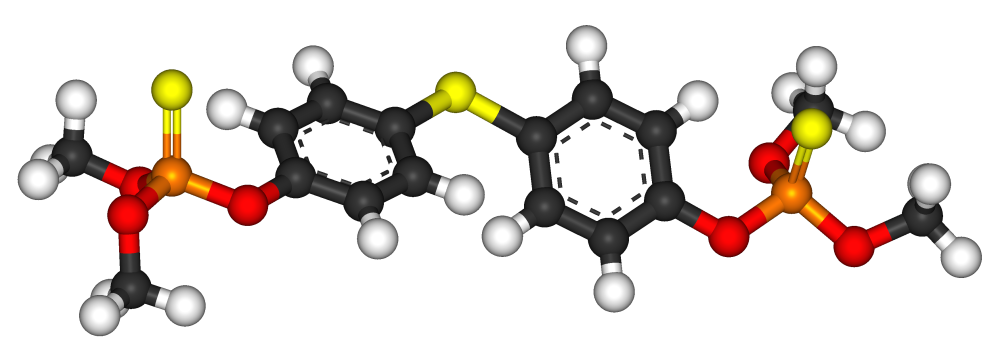
Estructura química del Temefo.

El Temefos (Temephos), o Fosforotionato de o, o, o, o'-tetrametil-o, o'-tio-di-p-fenileno, es un larvicida organofosforado usado a nivel mundial en campañas de salud pública para el control de larvas de mosquitos en sus criaderos, especialmente de los géneros Anopheles spp, Aedes, Culex spp, Simulium, Mansonia, Psorophora y Culiseta, vectores de enfermedades que afectan al ser humano, tales como paludismo o malaria, dengue, tifo y oncocercosis.
Se arroja sencillamente en las pilas de agua para eliminar las larvas de mosquitos.
Se comercializa con la marca Abate® de la industria BASF.